# Ajnad al-Kavkaz
88
Ajnad al-Kavkaz (en árabe: أجناد القوقاز‎:, tdl. ‘Soldados del Cáucaso’; siglas: AK o AAK) es un grupo yihadista y fundamentalista en Siria y Ucrania, del lado de la oposición siria y del gobierno ucraniano respectivamente. Se encuentra activo en el norte del país árabe, principalmente en las zonas montañosas y forestales del norte de la Gobernación de Latakia. Pese a haber sido formado por antiguos militantes del Emirato del Cáucaso y tentativamente enlazados a la organización, Ajnad al-Kavkaz opera autónomamente desde el principio y más tarde cortó sus enlaces con Emirato del Cáucaso. En septiembre del 2016, Ajnad al-Kavkaz es considerada "la más grande de las facciones musulmanas de la entonces Unión Soviética que luchan en Siria."
Sin embargo, la actividad de estas facciones disminuyó en los años siguientes. En 2022, el grupo intervino en la guerra ruso-ucraniana del lado de Ucrania.

## Historia
En medio del curso de la última etapa de la Segunda Guerra de Chechena alrededor del 2009, numerosos militantes del Emirato del Cáucaso temporalmente fueron a Turquía, a menudo para tratamiento médico, pero después eran incapaz de regresar a Rusia para continuar con la insurgencia. Por ello, los militantes se establecieron en Turquía y Siria bajo un exilio involuntario, aun así, continuaron planear su regreso eventual a su patria en la región del Cáucaso del Norte. Su situación cambió dramáticamente, aun así, cuando estalló la guerra civil siria en 2011, los militantes chechenos cogieron sus armas otra vez, formaron numerosas milicias y se unieron con islamistas locales en su rebelión contra el gobierno de Bashar al-Assad.
Las dos milicias pequeñas que más tarde constituyeron Ajnad al-Kavkaz era inicialmente activos en las Gobernaciones de Latakia y Quneitra: El primero era Jamaat al-Khilafa al-Qawqazia ("Grupo del Califato del Cáucaso"), el cual había sido fundado en 2013 y estuvo dirigido por Abdul Hakim Shishani (seudónimo de Rustam Azhiev). Este había sido comandante del sector central del Vilayat Nokhchicho en 2007-2009, y su unidad constó de veteranos de la segunda guerra chechena. El segundo era Jamaat Jund al-Qawqaz ("Grupo de Soldados del Cáucaso"), una milicia pequeña compuesta de islamistas de los Altos del Golán y Jordania, el cual pronto prometió lealtad (bahía'ah) a Rustam Azhiev. Ambos eran inicialmente miembros de Ansar al-Sham, y estaban vagamente afiliados con el Emirato del Cáucaso.
Los dos grupos finalmente dejaron Ansar al-Sham en 2014, mientras Jamaat Jund al-Qawqaz se vio fortalecido cuando Ahrar al-Sharkas ("Los Circasianos Libres") en Quneitra unió su grupo en noviembre de 2014. Los dos grupos finalmente se fusionaron bajo el liderazgo de Rustam Azhiev en la primavera del 2015 y adoptaron el nombre de «Ajnad al-Kavkaz».

### Operaciones con el Ejército de Conquista
Ajnad al-Kavkaz se unió al Ejército de Conquista, una alianza de grupos rebeldes islamistas dirigidos por el Frente al-Nusra, y pasó a ser un "componente integral" de él. La milicia participó en la ofensiva rebelde en 2015 que buscó la conquista de la Gobernación de Idlib de las fuerzas del gobierno de Assad. Luchando junto a otros guerrilleros chechenos, 45 militantes de Ajnad al-Kavkaz actuaron como tropas de élite para los rebeldes durante la segunda batalla de Idlib. En curso de la siguiente ofensiva al noreste del país (abril-junio de 2015), Ajnad al-Kavkaz ayudó a los rebeldes a capturar la Base Militar de Al-Mastumah, y luchó en Kafr Najad y Muqabala.
En mayo del 2015, Ajnad al-Kavkaz declaró oficialmente que no formará parte o se afiliará con el Emirato del Cáucaso o cualquier otra organización militante, pero se mantuvo simplemente aliado con otros grupos rebeldes sirios. Durante la Ofensiva de Latakia, el grupo aseguró haber defendido una colina contra un ataque por fuerzas terrestres rusas. A finales de 2016, Ajnad al-Kavkaz fuertemente condenó un ataque de terror llevado a cabo por el Estado Islámico contra el Aeropuerto Internacional de Estambul, reafirmando su postura de que el ataque de los civiles desarmados va en contra de sus principios. Poco después, el grupo participó en otra ofensiva rebelde en Latakia, donde uno de sus oficiales militares fue asesinado según reportes. Cuando el gobierno respondió a la ofensiva llevando a cabo intensas contraofensivas, Ajnad al-Kavkaz se vio implicado en brutales enfrentamientos por el control de los cerros en el pueblo de Ayn Issa.
A finales del 2016, otra milicia predominante norcaucásica, Junud al-Sham, se disolvió en gran medida, con lo que muchos de sus combatientes pasaron a las filas de Ajnad al-Kavkaz. Los hombres de Rustam Azhiev fueron a participar en una ofensiva con el fin de romper el asedio de Aleppo oriental, a finales de 2016, y participó en otras operaciones en el norte Gobernación de Hama en 2016 y 2017.

### Incremento de luchas internas e inactividad
Tras los enfrentamientos en la provincia de Idlib entre Tahrir al-Sham y Ahrar al-Sham en julio de 2017, Rustam Azhiev y otros dos comandantes chechenos en Siria publicaron una declaración en la que se declaraban neutrales, tanto ellos como sus grupos, y se comprometían a no interferir en estas "luchas intestinas". Abdul Hakim llegó a decir: "Que Alá nos ayude a no participar en esto [es decir, en las luchas internas entre los rebeldes]. Tras esta declaración conjunta, Ajnad al-Kavkaz "desapareció en gran medida de la vista pública", aunque siguió llevando a cabo incursiones contra posiciones gubernamentales en la gobernación occidental de Alepo en mayo y julio de 2017, cooperando con Malhama Tactical. El 1 de octubre de 2017, la milicia anunció que suspendería su participación en operaciones militares en Siria hasta que otros grupos islamistas "determinen su estrategia en la arena de la yihad siria".  A pesar de ello, la milicia fue uno de los grupos rebeldes que anunciaron que formarían una sala de operaciones conjuntas para contrarrestar una nueva ofensiva gubernamental en el noroeste de Siria el 1 de enero de 2018.
Ajnad al-Kavkaz también comentó las protestas iraníes de 2017 en su canal Telegram, señalando que el grupo esperaba que estas protestas desorganizaran al menos a los "poderes chiíes" para que quizás las "hordas chiíes" se retiraran y fueran derrotadas durante los combates en la Gobernación de Idlib como los politeístas fueron derrotados durante la Batalla de la Trinchera. El 7 de enero, un atentado con coche bomba o artefacto explosivo improvisado alcanzó la base de Ajnad al-Kavkaz en la ciudad de Idlib, causando graves daños. Aunque murieron al menos 23 civiles, Ajnad al-Kavkaz no sufrió bajas, ya que ninguno de sus combatientes estaba presente en el momento del atentado. No estaba claro quién había perpetrado el atentado ni si iba dirigido específicamente contra la milicia chechena.
Mientras el conflicto entre rebeldes en Idlib seguía agravándose a partir de febrero de 2018, dando lugar al conflicto Frente de Liberación de Siria-Tahrir al-Sham y a la formación de la Organización Guardianes de la Religión, Ajnad al-Kavkaz continuó manteniéndose neutral, y en su mayoría inactiva. Para entonces, la milicia contaba con unos 200 combatientes. A principios de agosto de 2018, Abdul Hakim al-Shishani y Ajnad al-Kavkaz publicaron una declaración sobre la muerte de Yusup Temerkhanov, el asesino de Yuri Budanov. Como muchos otros chechenos, Abdul aclamó a Temerjánov como mártir y héroe.  En noviembre de 2018, Ajnad al-Kavkaz habría participado en una incursión cerca de Khuwayn, en el sureste de Idlib; el Ejército sirio afirmó posteriormente haber repelido el ataque. Los medios de comunicación rusos afirmaron a finales de enero de 2019 que el Ejército sirio había matado a Abu Al-Bara al-Kavkazi, un presunto "cabecilla" de Ajnad al-Kavkaz que había estado a cargo de la logística y el reclutamiento.
El 3 de marzo de 2019, al parecer, Khamza al-Shishani, emir adjunto del grupo, murió luchando junto a Ansar al-Tawhid en un ataque contra las tropas gubernamentales sirias en la provincia de Hama. Sin embargo, en esta operación no participó oficialmente Ajnad al-Kavkaz, y Khamza probablemente participó en ella como combatiente individual. En mayo de 2019, las fuerzas progubernamentales habrían atacado zonas del norte de Latakia en el marco de la ofensiva del noroeste de Siria que habían servido de bastión a Ajnad al-Kavkaz. El Centro ruso de reconciliación para Siria acusó a Ajnad al-Kavkaz y Tahrir al-Sham de violar la desmilitarización zonas desmilitarizadas de Idlib en agosto de 2019. Tres meses después, las fuerzas gubernamentales sirias habrían capturado Misherfah, en el sur de la gobernación de Idlib, a una guarnición conjunta de las tropas de Ajnad al-Kavkaz y Tahrir al-Sham. En el transcurso de la ofensiva del noroeste de Siria (diciembre de 2019-marzo de 2020), los francotiradores de Ajnad al-Kavkaz participaron en la defensa de Monte Zawiya contra el avance de las fuerzas gubernamentales; tras la conclusión de la ofensiva, el grupo se encontraba entre las facciones rebeldes que supuestamente se resistieron a la aplicación de un alto el fuego.
El 5 de marzo del 2020, militantes atacaron la ciudad de Saraqib, Idlib. Los militares repelieron la ofensiva, matando al menos a 150 asaltantes. Algunas fuentes señalaron que el ataque fue realizado por Hayat Tahrir al-Sham y Ajnad al-Kavkaz.
A finales de 2021, Ajnad al-Kavkaz seguía activo en Idlib y era leal a Tahrir al-Sham.  Sin embargo, al igual que otros grupos militantes chechenos, la unidad había quedado prácticamente inactiva. El periodista Humam Issa informó de que, a medida que Tahrir al-Sham comenzó a ejercer más control sobre Idlib, "estrechó el cerco" sobre Ajnad al-Kavkaz y detuvo a varios aliados del grupo. Este hecho contribuyó a que Ajnad al-Kavkaz buscara otros posibles campos de batalla donde continuar sus operaciones antirrusas.

### Lucha en Ucrania
Después del comienzo de la invasión rusa de Ucrania a principios de 2022, el periodista Neil Hauer declaró que el líder de Ajnad al-Kavkaz, Abdul Hakim al-Shishani, viajaba al parecer a Ucrania para unirse allí a la resistencia antirrusa.
En octubre, unos 25 combatientes de Ajnad al-Kavkaz, incluido su líder Abdul Hakim al-Shishani, habían abandonado Idlib para luchar en Ucrania en coordinación con el Batallón Sheikh Mansur. Según Humam Issa, la mayoría de los demás miembros de la milicia también tenían intención de trasladarse finalmente a Ucrania. Abdul Hakim fue nombrado coronel de las fuerzas chechenas en el exilio. En noviembre, el líder del gobierno en el exilio de la República Chechena de Ichkeria, Ajmed Chatáyev, nombró a Abdul Hakim al-Shishani comandante adjunto de las fuerzas chechenas que operaban junto a las Fuerzas Armadas de Ucrania. Las fuerzas de Ajnad al-Kavkaz lucharon posteriormente en la Batalla de Bajmut.

## Estructura y táctica

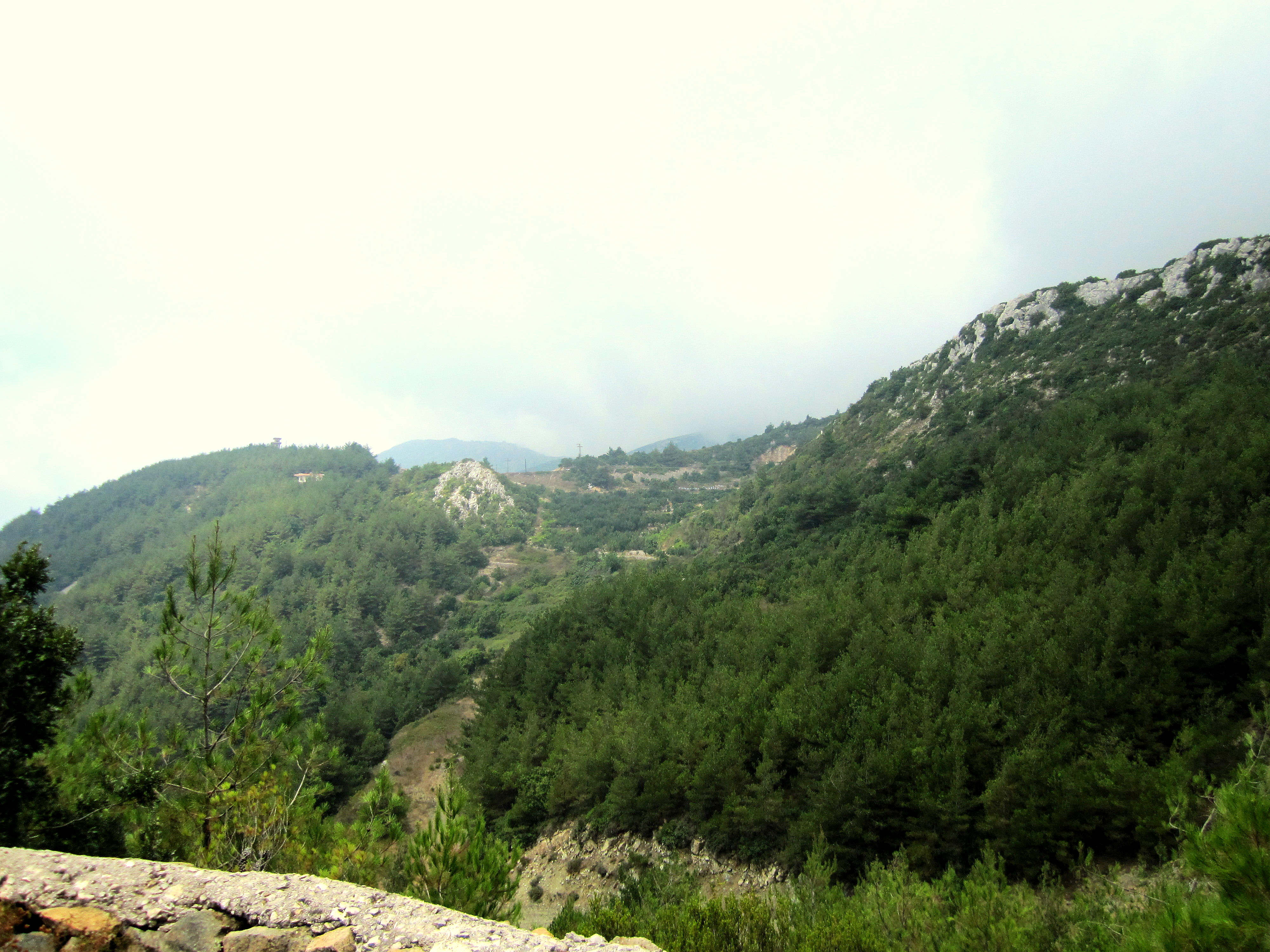
Las áreas forestales y montañosas de la Gobernación de Latakia son la principal área de operación de Ajnad al-Kavkaz.

El liderazgo de Ajnad al-Kavkaz está dominado por chechenos: el líder es Abdul Hakim Shishani (nacido Rustan Azhiev) quién es ampliamente considerado como muy capaz y un comandante experimentado, mientras Khamza Shishani, otro veterano de la segunda guerra chechena, ha servido como su segundo al mando. Abu Bakr Shishani, quien luchó con Ibn al-Khattab en Chechenia, era también un miembro principal del grupo desde su deserción de Junud al-Sham a principios de 2016. Dejó Ajnad al-Kavkaz a principios de 2017, formando su unidad pequeña propia, Jamaat Seiful Sham. A pesar de la prominencia de chechenos, la milicia posee miembros provenientes de los grupos étnicos del Cáucaso del Norte, sirios circasianos y árabes.
La estructura y las tácticas de Ajnad al-Kavkaz reproducen en gran medida las de los antiguos grupos guerrilleros del Cáucaso Norte, lo que permite al grupo operar con gran eficacia en las zonas boscosas y montañosas de Latakia. Esto se debe a las grandes similitudes de las montañas del Cáucaso con el norte de Latakia; esta última incluso es apodada "cáucaso sirio" por los militantes de Ajnad al-Kavkaz. A pesar de su pequeño tamaño, la milicia ha sido considerada como "la facción militante dominada por el Cáucaso Norte más visible y exitosa de Siria". Respecto a las operaciones del grupo, Abdul Hakim Shishani ha dicho que todas las fuerzas armadas enemigas son objetivos legítimos, pero desaprueba los ataques a civiles desarmados, especialmente si son musulmanes. Ajnad al-Kavkaz también sufre de escasez de financiación y, según Abdul Hakim, no recibe ninguna ayuda exterior, lo que limita su capacidad de operar con éxito.
En consideraciones a lealtad, Ajnad al-Kavkaz mantiene que es completamente independiente, y desde mayo del 2015 explícitamente declara que no pertenece al Emirato del Cáucaso. No obstante, el grupo generalmente enfatiza la importancia de la cooperación y unidad entre islamistas rebeldes, e insurgentes norcaucásicos en particular. Aun así, niega fuertemente haber trabajado o ser una organización aliada con el Estado Islámico, acusación que fue disputada por el medio prorruso LifeNews.

## Ideología
Ajnad al-Kavkaz sigue una ideología fundamentalista islámica suní y yihadista, y quiere extender el Islam y la sharía por todo el Mundo. Sin embargo, el objetivo principal del grupo es eliminar la presencia rusa en el Cáucaso Norte y establecer allí un Estado islámico, aunque Abdul Hakim Shishani ha afirmado que estos objetivos son actualmente inalcanzables, principalmente debido al poder de Rusia. En cambio, cree que tarde o temprano estallará una guerra mundial contra Rusia, lo que permitiría a los habitantes del Cáucaso Norte lanzar un levantamiento popular y violento para recuperar su independencia de Rusia. Según Abdul Hakim, las protestas y la resistencia pacíficas, aunque admirables, nunca podrán acabar con el dominio ruso del Cáucaso Norte. Ajnad al-Kavkaz también critica la situación económica de Rusia, y sus miembros creen que el gobierno ruso utiliza la propaganda para distraer a su población de los problemas económicos generalizados.
A pesar de este gran enfoque en la eventual conquista del Cáucaso Norte y la reverencia a la República Chechena de Ichkeria como "capítulo glorioso en la historia de la nación chechena", Abdul Hakim afirma que Ajnad al-Kavkaz no es un grupo nacionalista checheno. Por el contrario, Ajnad al-Kavkaz considera todas sus actividades (incluida la guerra contra el gobierno de Assad) como parte de una lucha musulmana más amplia por la libertad y contra Rusia. Debido a estas creencias, a Abdul Hakim le amarga mucho que su grupo sea calificado de "terrorista" a manos de Occidente. Dice que sus hombres no "matan a mujeres, niños o ancianos", y que sólo "quieren derrocar la tiranía". Después de que varios miembros de Ajnad al-Kavkaz se mudaran a Ucrania, uno de los comandantes del grupo explicó que su apoyo a una Ucrania mayoritariamente no musulmana se basaba en el hecho de que "todo enemigo de Rusia es amigo nuestro. Además, el pueblo ucraniano está oprimido, y el Islam nos ordena apoyar a los oprimidos, y más aún si el opresor es un enemigo común para nosotros".